# Chez la modiste (Degas, New York)
Pour les articles homonymes, voir Chez la modiste.
Chez la modiste est un pastel sur papier réalisé par le peintre français Edgar Degas. Cette oeuvre date de 1882 et est actuellement conservée au Museum of modern art à New-York. Le pastel mesure 70.2 x 70.5 cm. 

## Description
Degas, qui se considérait lui même comme un réaliste, aimait représenter les choses du quotidien dans ses tableaux. Il s’inspirait donc beaucoup de sa vie de parisien aristocrate et celle de ses amis. Ainsi, il mettait en avant la vie dans les cafés et dans les boutiques de la capitale ou encore les courses hippiques qu'il fréquentait souvent.  Dans cette œuvre, c'est une visite chez une modiste qui est représentée. Il y a d'ailleurs toute une série de création sur ce thème. 
La femme que l'on voit sur le tableau d'Edgar Degas est Mary Cassat. Cette dernière était une peintre et graveuse originaire des États-Unis. Elle a cependant vécu une grande partie de sa vie en France. C’est là qu’elle a fait la rencontre de Degas et que les deux sont devenus amis. Degas était aussi un mentor pour elle.